# خاطرات شرلوک هلمز
خاطرات شرلوک هلمز یک مجموعه داستانی نوشتهٔ آرتور کانن دویل است که در اصل در سال ۱۸۹۴ منتشر شده‌است.

## محتوا
دوازده داستان این مجموعه به شرح زیر است:
- درخشندهٔ نقره ای
- ماجرای جعبهٔ مقوایی
- ماجرای زردچهره
- ماجرای کارمند شرکت سهامی
- ماجرای گلوریا اسکات
- ماجرای آیین موسگریو
- ماجرای ملاک ریگت
- ماجرای مرد خمیده پشت
- ماجرای بیمار مقیم
- ماجرای مترجم یونانی
- ماجرای عهد دریایی
- مشکل نهایی